# هضبة أزرو البازلتية
هضبة أزرو البازلتية، هي هضبة بازلتية في المغرب ذات منشأ بركاني،  تقع بين مدينة أزرو و تيمحضيت في الأطلس المتوسط المغربي. وهي مكونة من عشرات المخاريط البركانية مثل جبل حبري وحفر الانفجار مثل مشليفن وتدفقات الحمم القديمة. 

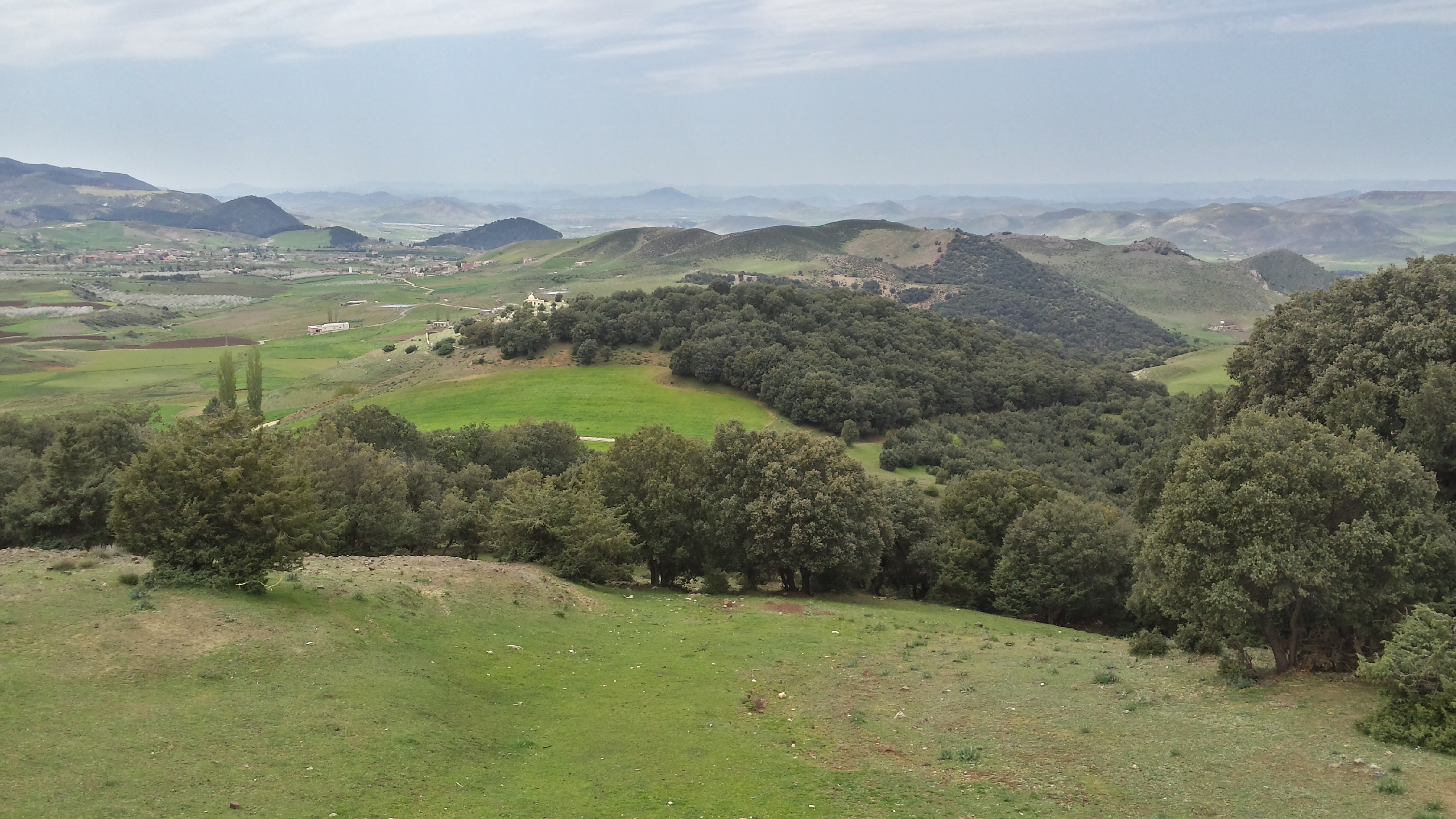
هضبة أزرو البازلتية